# 国务院打击野生动植物非法贸易部际联席会议
国务院打击野生动植物非法贸易部际联席会议是中华人民共和国国务院的议事协调机构。

## 历史
2016年11月15日国务院批准，由国家林业局牵头组建打击野生动植物非法贸易部际联席会议，共22个部门参加。旨在建立健全部门间联动长效机制，多环节强化野生动植物保护执法监管，从栖息地源头到餐馆饭店、交易市场、运输路线、网络及广告等各个环节，形成齐抓共管、协同作战的良好态势，有效阻断野生动物非法交易链，坚决遏制破坏乱捕滥猎滥食野生动物和走私、非法经营野生动物产品的违法犯罪势头。 
2017年4月11日，打击野生动植物非法贸易部际联席会议第一次会议在北京召开，会议研究确定了2017年四方面23项重点工作。
2019年3月29日，打击野生动植物非法贸易部际联席会议第二次会议在京召开，确定开展4个方面24项重点工作。 
2020年7月30日，打击野生动植物非法贸易部际联席会议第三次会议在北京召开，推动35项重点任务，全面贯彻落实全国人大决定加大力度继续做好禁食野生动物后续工作。

## 组成部门
1. 国家林业局：牵头
2. 中宣部
3. 中央网信办
4. 外交部
5. 发展改革委
6. 工信部
7. 公安部
8. 财政部
9. 交通部
10. 农业部
11. 国家卫生计生委
12. 海关总署
13. 工商总局
14. 质检总局
15. 广电总局
16. 国家旅游局
17. 国家公务员局
18. 中国海警局
19. 国家铁路局
20. 中国民航局
21. 国家邮政局
22. 中国铁路总公司
23. 生态环境部（2019年加入）
24. 国际发展合作署（2019年加入）
25. 中科院（2019年加入）
26. 国家文物局（2019年加入）
27. 国家中医药管理局（2019年加入）
28. 最高人民法院（2020年加入）
29. 最高人民检察院（2020年加入）